# Au cœur du plus grand parc d'Afrique du Sud : Le Kruger

Au cœur du plus grand parc d'Afrique du Sud : Le Kruger est un téléfilm documentaire franco-canadien réalisé par Jacques Arhex et diffusé en 2005.

## Synopsis
Le parc national Kruger est la plus grande réserve animalière d'Afrique du Sud. Le documentaire fait découvrir la faune et la flore du Kruger et décrit le défi que représente la protection du parc.

## Fiche technique
- Réalisation : Jacques Arhex
- Scénario : André Annosse et Jacques Arhex
- Sociétés de production : Dargaud Marina, Les Productions Espace Vert, KTO
- Pays :  France /  Canada
- Durée : 52 minutes
- Date de première diffusion : 8 mars 2005 sur TV5 Monde